# Бардак, Эмма
Эмма Бардак (фр. Emma Bardac, урожд. Муаз фр. Moyse; 10 июля 1862, Бордо — 20 августа 1934, Париж) — французская певица-любительница (сопрано), получила известность в жанре камерной музыки. Вдохновительница композиторов Габриеля Форе и Клода Дебюсси, которые посвятили ей несколько своих значительных музыкальных произведений.

## Биография

### Ранние годы и брак
Эмма Леа Муаз родилась 10 июля 1862 года в Бордо в семье еврейского происхождения. В возрасте 17 лет вышла замуж за парижского банкира Сигизмунда Бардака (фр. Sigismond Bardac), в браке с которым у неё родилось двое детей.
Имея разносторонние художественные наклонности, будучи музыкально одарённой и обладая приятным голосом, Эмма вошла в артистические круги Парижа, где завязала множество знакомств. Об этой талантливой исполнительнице Маргерит Лонг, известная французская пианистка и близкая подруга Дебюсси, Равеля, Мийо, Онеггера, позже говорила: «Я не так уж часто использую слово „гений“, но она была гениальной, она владела просто восхитительной музыкальной интуицией».

### Отношения с Габриелем Форе

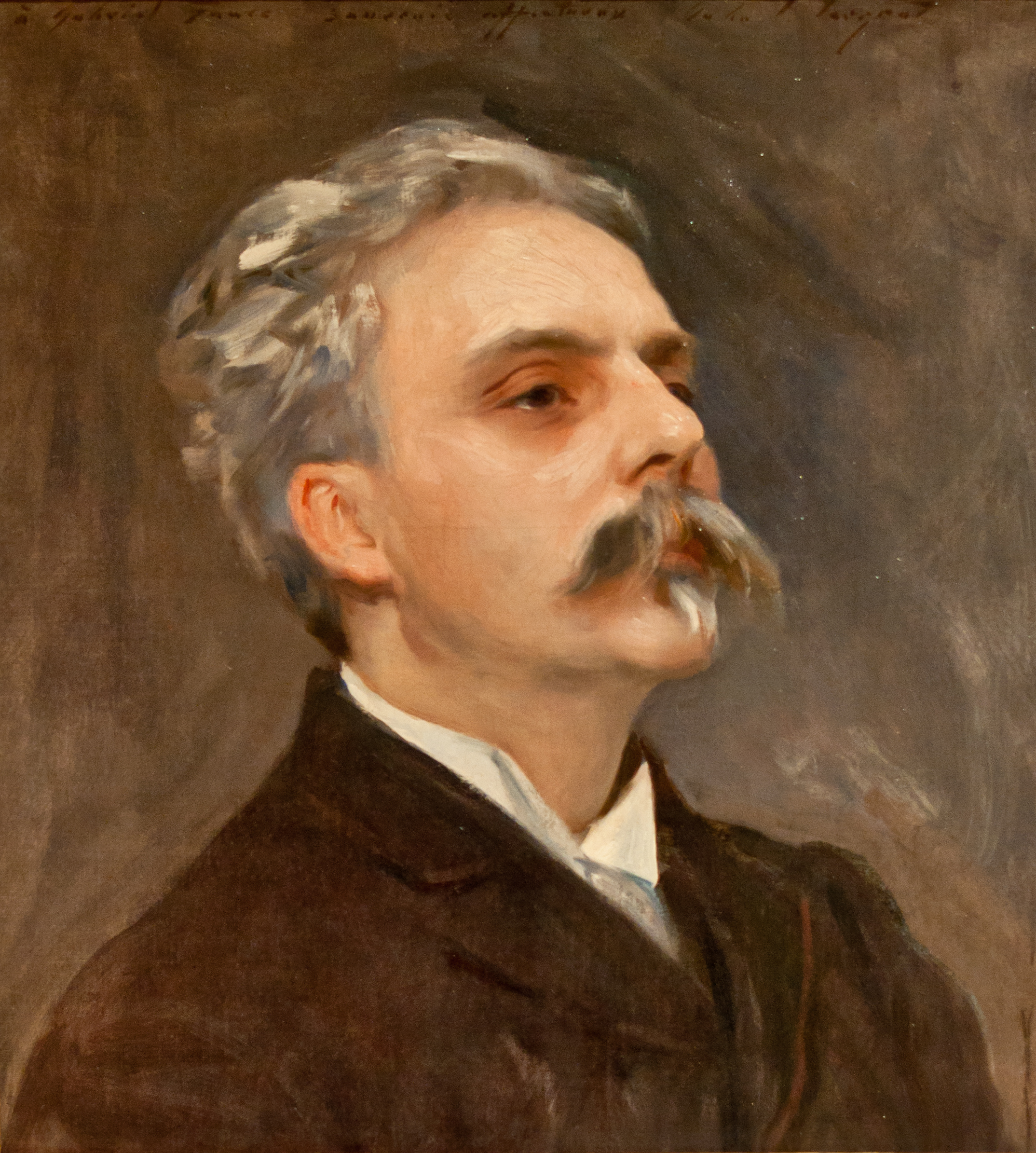
Габриель Форе. Портрет работы Джона Сингера Сарджента (около 1889). Париж, Город музыки

Габриель Форе, познакомившись в 1892 году с Эммой, увлёкся ей, что привело к серьёзным проблемам в его семье. Мари Форе, жена композитора, в письме, в котором прослеживаются отголоски этой семейной драмы, адресованном К. Сен-Сансу, писала: «Я — слабость, мягкое тесто, ноль в семье». Форе восхищался манерой исполнения Эммы, он говорил поэту Альберу Самену по случаю исполнения его mélodie «Вечер» — «Вы никогда не услышите исполнение лучше этого». Эмма Бардак стала вдохновительницей известного вокального цикла Форе «Добрая песня» (Ор. 61, 1892—1893) на стихи Поля Верлена, который композитор ей и посвятил. В письме своему ученику Жану Роже-Дюкасу Форе отмечал:
Я не писал никогда так стихийно, как „Bonne chanson“, я могу, я должен добавить, что в содействии непосредственности понимания, по крайней мере, равная доля принадлежит той, которая осталась самой волнующей исполнительницей этого произведения. Удовольствие чувствовать, как оживают и одушевляются эти маленькие листочки по мере того, как я их приносил,— этого мне никогда больше не довелось пережить.
По свидетельству Роже-Дюкаса, она была советчиком композитора в период создания этого цикла: «Каждый вечер Форе возвращался в „замок“ для того чтобы показать своей исполнительнице проделанную за день работу. И часто, очень часто, она заставляла композитора корректировать миниатюры». Эмма была первой исполнительницей этого вокального цикла композитора, который ожидал довольно сдержанный приём, а его учитель Сен-Санс дал ему негативную оценку. Однако позже этот цикл стал рассматриваться как одна из вершин творчества Форе. По этому поводу Марсель Пруст писал: «Знаешь ли ты, что молодые музыканты почти единодушны в том, что им не нравится „Добрая песня“. Им кажется, что это излишне усложнено и т. д., очень плохо, что Бревиль, Дебюсси (которого считают гением более высокого ранга, чем Форе) придерживаются того же мнения. Но мне всё равно. Я обожаю эту тетрадь».
С Эммой Бардак связано ещё одно произведение Форе — сюита «Долли» для двух фортепиано (1894—1896), посвящённая её детям: сыну Раулю (будущему композитору) и дочери Элен (домашнее прозвище «Долли»). 

### Скандальный разрыв с мужем, брак с Дебюсси
Близкие взаимоотношения Эммы Бардак и Клода Дебюсси начались в конце 1903 года или в начале 1904 года, когда он давал музыкальные уроки её сыну Раулю (бывшему ученику Габриэля Форе) в её с мужем доме. Однако ещё до их личного знакомства Эмма часто исполняла и очень любила его романсы. Отмечая музыкальный дар и женское очарование Бардак, Ж.-М. Некту, авторитетный французский музыковед и биограф Дебюсси, писал:
Скорее пикантная, чем красивая, она пленяет своим умом, вкусом, элегантностью, музыкальным талантом; она восхитительно поёт чистым сопрано, без труда читает с листа и с огромным удовольствием делится своим мастерством с музыкантами.
В июне 1903 года композитор подарил Эмме экземпляр своего сочинения «Забытые ариетты» для голоса и фортепиано со следующим посвящением: «Госпоже Бардак, чьи музыкальные пристрастия я очень ценю». В этот период Эмма заняла значительное место в творческой и личной жизни Дебюсси. Биографы композитора считают, что первое его письмо, адресованное Эмме, относится к июню 1904 года; после получения от неё букета роз он писал:
Как это прелестно и какой чудный аромат. Но глубже всего меня трогает ваша память обо мне; это чувство запало мне в сердце и осталось там, и потому — вы незабываемы и обожаемы.
Простите меня за то, что я перецеловал все цветы, как целуют уста; может быть, это уже безумие?
И всё же вы не должны за это на меня сердиться, во всяком случае, не больше, чем на дуновение ветра.
В июле 1904 года Дебюсси и Эмма бросают своих супругов, бежав из Парижа, после чего лето и осень провели на севере Франции и некоторое время в Англии (Джерси, Истборн). В этот период композитор продолжил работу над фортепианной пьесой «Остров радости» и своим крупнейшим сочинением для симфонического оркестра «Море», которые посвятил своей возлюбленной. 
13 октября жена Дебюсси Розали (Лили) Тексье пыталась застрелиться на площади, её спасли и поместили в больницу, но в прессу просочились некоторые подробности и по городу поползли слухи, что Дебюсси едва не довёл её до смерти. 4 ноября в газете «Figaro» был приведён имевший место факт покушения, где указывалось на измену известного композитора Д., главы новой музыкальной школы, своей жене и на то. что Д. собирается сочетаться браком с г-жой Б., бывшей женой хорошо известного финансиста. Также в городе было распространено мнение, что композитор, завязывая отношения с Эммой, руководствовался корыстными мотивами, стремясь к богатству и попаданию в «высшей свет». 
Обстоятельства этого дела повлекли разрыв Дебюсси со многими друзьями и знакомыми, ставшими на сторону его первой жены и выразившими ему своё неодобрение (некоторые из них позднее возобновили знакомство с ним). Большинство друзей композитора упрекали его в том, что он был увлечён блеском внешней стороны жизни Эммы и её высоким материальным положением, а выбрав её в качестве своей спутницы жизни, «принёс в жертву Лили». Развод с ней был оформлен 2 августа 1905 года, а Эмма развелась с мужем ещё 4 апреля 1905 года. Тексье пережила своего бывшего мужа (умерла в 1933 году) и сохранила свою привязанность к нему и его памяти до конца своей жизни. Она присутствовала на возобновлении оперы «Пеллеас и Меллизанда» и виделась с певицей Мэри Гарден (при разводе она встала на сторону Лили), посещала мероприятия, посвящённые его творчеству.

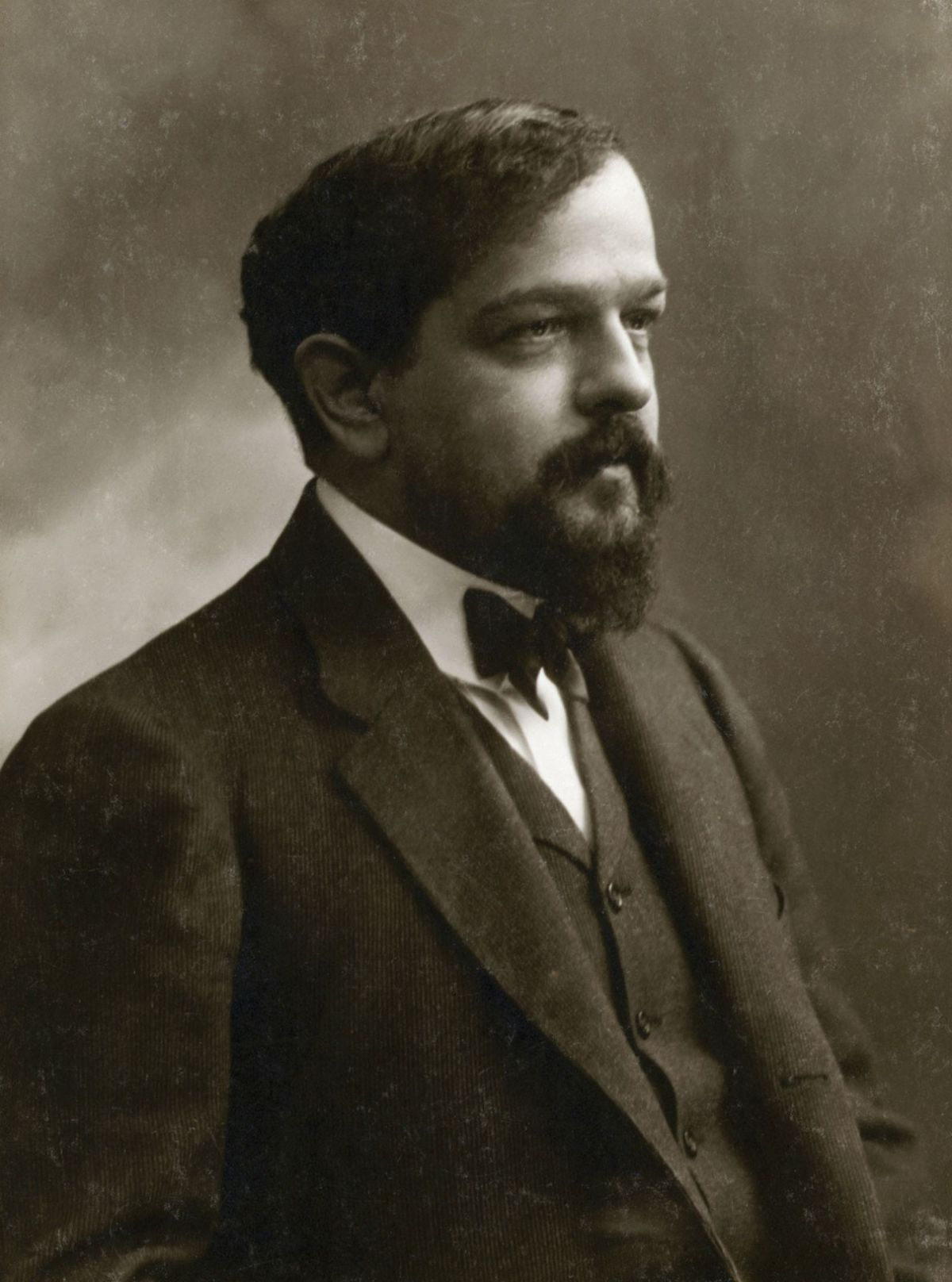
Дебюсси в 1908 году. Фото Ф. Надара

В феврале 1908 года в театре «Ренессанс» прошла премьера пьесы Анри де Батайя «Обнажённая женщина». В обществе было распространено мнение, что в этой пьесе на сцену выведены обстоятельства отношений семей Дебюсси и Бардак, которое во многом разделяется исследователями биографии композитора. По сюжету этой пьесы к молодому художнику приходит долгожданный успех благодаря созданной им картине «Обнажённая женщина». Натурщицей картины была его возлюбленная Лулу. Однако став знаменитостью, художник завязывает роман с богатой еврейкой, а Лулу в отчаянии делает попытку покончить с собой. Впрочем, с учётом того, что в тексте нет прямых указаний и намёков на подробности этого скандального дела, высказываются предположения, что молва достаточно произвольно связала театральную драму, в которой представлена довольно типичная история взаимоотношений мужчины и женщины, с фактами из жизни композитора из-за его известности.

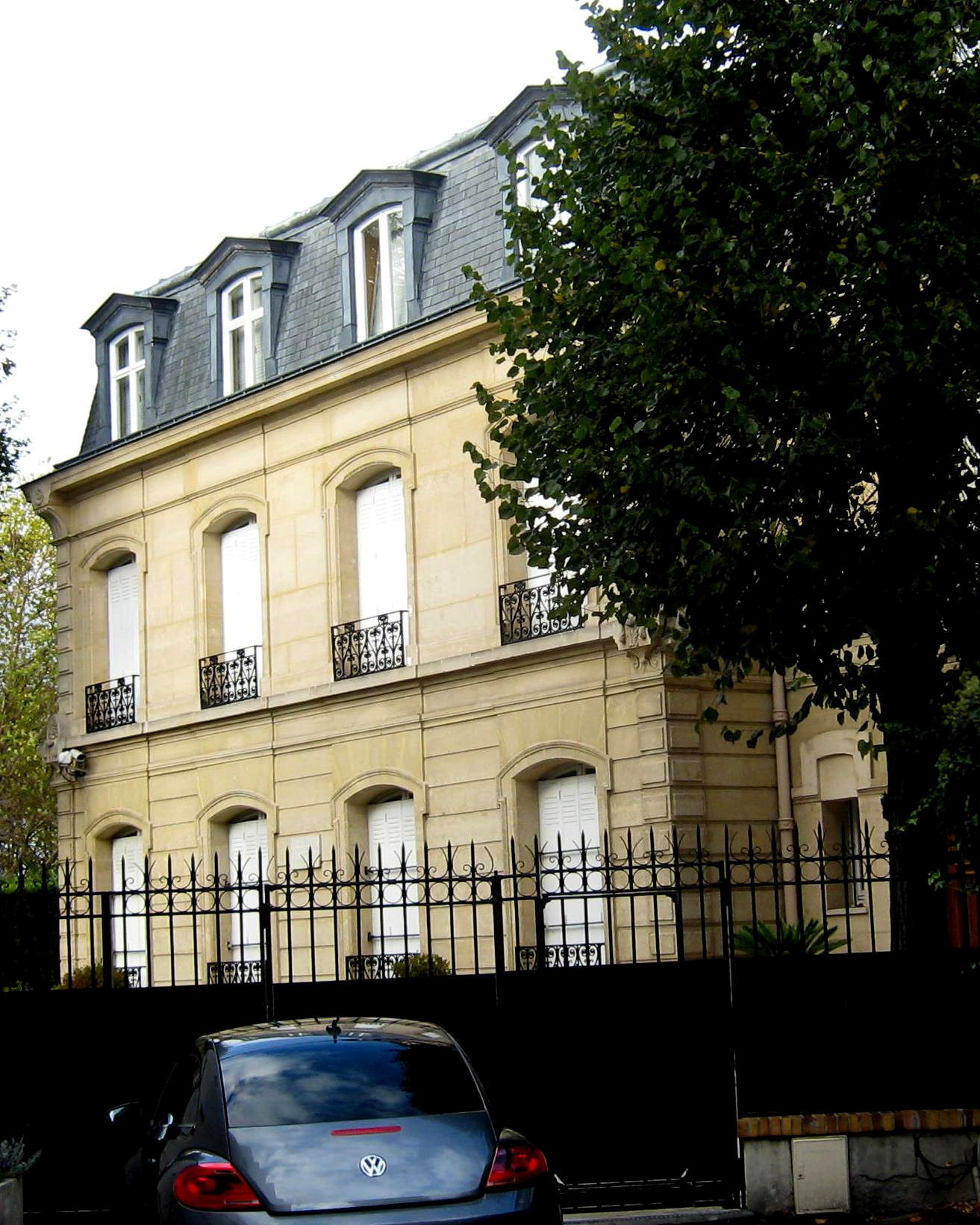
Парижский особняк, в котором Дебюсси проживал с 1905 года и до своей смерти вместе с женой Э. Бардак и дочерью Клод-Эммой (современная фотография)

Несмотря на осуждение их любовных отношений считается, что лица, наблюдавшие впоследствии частную жизнь композитора, утверждали, что это был брак во многих отношениях удачный. В 1905 году у них родилась дочь Клод-Эмма Дебюсси (1905—1919; домашнее прозвище «Шушу»), которой композитор посвятил цикл фортепианных пьес «Детский уголок», а также свой последний балет «Ящик с игрушками» (фр. La Boite a joujoux). В 1905 году они приобрели дом (до этого его снимала Эмма под своей девичьей фамилией) недалеко от Булонского леса по адресу Square du Bois-de-Boulogne, №. 24 (современный адрес авеню Фош), в котором прожили до смерти Дебюсси и который ему очень нравился, но он имел серьёзный недостаток, так как рядом была проложена железная дорога и находился вокзал. Позже композитор писал: «Я провёл лето под сенью окружной железной дороги (окаймляющей мой дом), проникнутый мыслью, что нет необходимости слушать пение соловья, поскольку пение локомотивов гораздо лучше отвечает новым интересам искусства». Сохранилось множество фотографий, на которых сняты Дебюсси с женой и дочерью в саду их дома. Известны оценки современников, что, несмотря на внешний уют собственного дома, композитору жилось немного скучно и знакомые не узнавали в нём прежнего жизнерадостного Дебюсси времён «Пеллеаса и Мелизанды».
С учётом расходов, связанных с содержанием дома, семьи и тем образом жизни, к которому они стремились, Эмма и Клод испытывали серьёзные материальные проблемы. Алиментов Эммы едва хватало для оплаты счетов за дом, кроме того, композитор платил алименты своей бывшей жене. В марте 1905 года он вынужден был продать своему издателю Жаку Дюрану за 25 тысяч франков права на партитуру оперы «Пеллеас и Мелизанда». В феврале 1907 года богатый дядя Эммы, финансист Озирис, умирая, лишил её наследства, на которое они рассчитывали, так как не одобрял её развод, и пожертвовал средства различным организациям (в частности, 25 миллионов франков — Институту Пастера). 20 января 1908 года был зарегистрирован брак Дебюсси и Эммы Бардак. Композитор посвятил ей целый ряд произведений («Остров радости», «Море», «Эстампы», вторую тетрадь «Галантных празднеств», цикл «Шесть сонат для разных инструментов, сочинённых Клодом-Ашилем Дебюсси, французским музыкантом» и др.). Она принимала участие в его музыкальной деятельности. Так, по воспоминаниям М. Лонг, композитор очень ревностно относился к точному воплощению своих музыкальных замыслов без распространённых «вольностей» со стороны пианистов, и в этих случаях музыкально одарённая Эмма всегда вставала на сторону своего мужа: «Мадам Дебюсси доходила до выражений „неуважение“ , „нечестность“, если какое-либо исполнение хотя бы немного искажало традицию, так скрупулезно обдуманную и закреплённую навсегда». Также М. Лонг за участие в некоторых его музыкальных делах называла её «доверенным лицом» и «советчицей» композитора.
Материальные проблемы, содержание дома, заботы о семье заставили его в последние годы жизни множество раз выступать в концертах, гастролировать и браться за столь нелюбимую им дирижёрскую деятельность. Как замечала М. Лонг в своей книге «За роялем с Дебюсси»:
В пятьдесят лет, конечно же, ему не нужно было зарабатывать себе на хлеб. Однако достаточно дорого стоящая жизнь его жены и дочери — вот откуда у Дебюсси необходимость принимать приглашения дирижировать своими концертами за границей. От него ли зависела зажиточность, в которой его столько раз упрекали? Какая доброта! Какая гордость! Но и при каждом отъезде— будто почву вырывают из-под ног!

Необходимость отсутствовать дома при ведении гастрольной деятельности глубоко угнетала композитора, о чём свидетельствует его корреспонденция (письма, открытки и телеграммы), направленная в адрес жены и дочери.

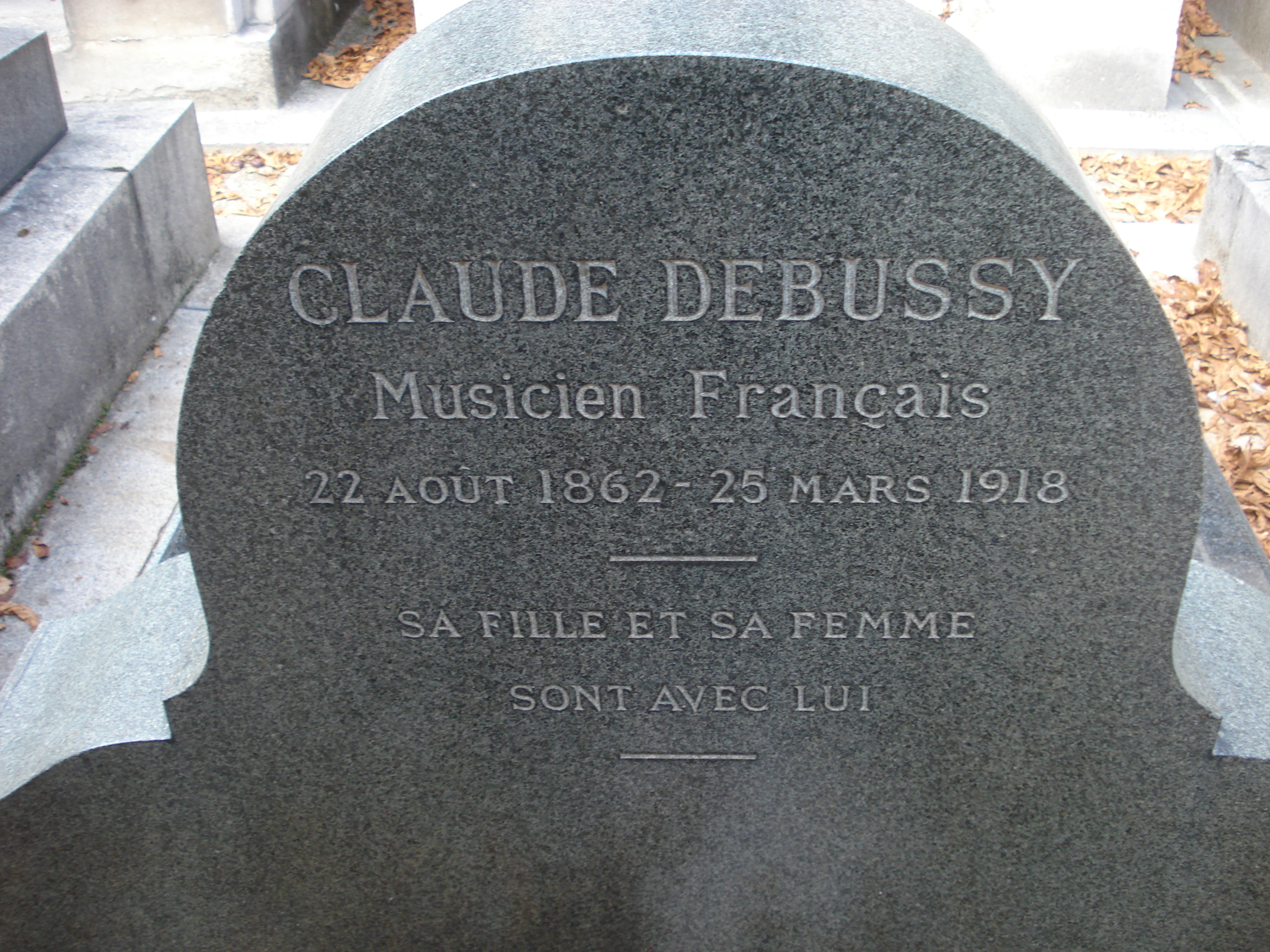
Надгробный камень на могиле в которой похоронены члены семьи Дебюсси на кладбище Пасси

Поздние годы семьи Дебюсси были омрачены его борьбой с раком, осложнениями после операции и трудностями при написании музыки смертельно больным композитором. С наступлением Первой мировой войны семья столкнулась с её последствиями (ограничения военного времени, налёты германской авиации, обстрелы Парижа из дальнобойных орудий) и с различными бытовыми проблемами (недостаток продуктов, угля, дров). Так, в мае 1917 года Дебюсси писал: «Жизнь, когда приходится бороться за кусок сахара, за лист нотной бумаги, не говоря уж о хлебе насущном, требует гораздо более крепких нервов, чем мои».
Осенью 1917 года заболела также и Эмма, и больной композитор послал ей записку в соседнюю комнату, в которой выражал надежду на её выздоровление и заканчивал словами: «мы сможем ещё надеяться на новые, сверкающие большей радостью годы».
В конце 1917 года состояние здоровья Дебюсси ухудшилось, он почти не вставал с постели и у него не было сил спуститься в погреб во время налётов немецкой авиации. В последней своей записке (около 1 января 1918; не окончена), адресованной жене, композитор писал:
По дорогой нам с тобой традиции я всегда посылал тебе мои новогодние поздравления накануне вечером.
Теперь же я так печально ограничен в своих действиях, что у меня есть только эта грустная возможность сказать тебе о моей любви.

Но допускается, что эта любовь...
Композитор умер 25 марта 1918 года в присутствии своей жены. В связи с этим трагическим событием его дочь писала брату Раулю: «Папа умер. Два слова — я не понимаю их или я их понимаю слишком хорошо… И я здесь, совсем одна, чтобы бороться с неописуемым горем мамы». Дочь Дебюсси не надолго пережила своего отца — она умерла 16 июля 1919 года от несвоевременно выявленной дифтерии и была похоронена в могиле отца. Его жена Эмма умерла в 1934 году и похоронена на кладбище Пасси со своим мужем и дочерью.
Письма Дебюсси к его жене Эмме (видимо не все и с купюрами) были изданы его близким другом Луи Пастером Валлери-Радо в 1921 году (Lettres de Claude Debussy à sa femme Emma).

## В кино
- «Музыка любви: Шушу» (фр. La musique de l’amour: Chouchou, 1995) — телевизионный фильм британского режиссёра Джеймса Селлана Джонса.